# دل سور (کالیفرنیا)
دل سور (به انگلیسی: Del Sur) یک منطقهٔ مسکونی در ایالات متحده آمریکا است که در شهرستان لس‌آنجلس، کالیفرنیا واقع شده‌است.